# ストルボヴァの和約
ストルボヴァの和約あるいはストルボヴォの和約（スウェーデン語: Freden i Stolbova、ロシア語: Столбовский мир）とは、1617年2月27日（両国で当時使われていたユリウス暦による。グレゴリオ暦では3月9日）に、チフヴィン近郊のストルボヴォ（スウェーデン語名: ストルボヴァ）にて結ばれた講和条約で、ロシア・ツァーリ国とスウェーデン王国との戦争（イングリア戦争）を終わらせた。
この条約によって、スウェーデンは東方に領土を拡張する事となった。また、ポーランド・リトアニア共和国も、翌々年の1619年にモスクワ国家とデウリノの和約を結び、講和した事でロシア史上「動乱時代」と呼ばれる内戦に終止符を打つ事となった。

## 内容
- スウェーデンは、占領していたノヴゴロドをロシアに返還する。
- スウェーデンは、王弟カール・フィリップのツァーリ継承を放棄する。
- スウェーデンは、インゲルマンラント（イングリア）及び西カレリア、ロシアは、東カレリアを獲得する（カレリアの分割）。

ロシアはプスコフを防衛し、スウェーデン人によるツァーリ継承を諦めさせたが、内戦による荒廃と、ポーランド・リトアニア共和国との戦争が長期化しており、講和のためにスウェーデンに譲歩する事となった。スウェーデンは、グスタフ・アドルフが父カール9世から戦争を引継ぎ、プスコフ攻略に失敗したとは言え、ロシア北西部に拠点を持っていた。そして重要な事は、ロシアにとっての「バルト海の出口」であるイングリアを獲得した事だった。1617年は、スウェーデンがバルト海全域に勢力を拡大する端緒となった。スウェーデン史では、この時代から「大国時代」あるいは「バルト帝国」の創始と捉えられている。一方、ロシアにとって「バルト海の出口」を奪還するのは、これより1世紀近くの後、西カレリアの獲得はさらに後の事となる。